# ZNF414
ZNF414 (англ. Zinc finger protein 414) – білок, який кодується однойменним геном, розташованим у людей на короткому плечі 19-ї хромосоми. Довжина поліпептидного ланцюга білка становить 312 амінокислот, а молекулярна маса — 32 782.
| 10         |  | 20         |  | 30         |  | 40         |  | 50         |
| ---------- |  | ---------- |  | ---------- |  | ---------- |  | ---------- |
| MEEKPSGPIP |  | DMLATAEPSS |  | SETDKEVLSP |  | AVPAAAPSSS |  | MSEEPGPEQA |
| ATPPVWERGG |  | AGGMQQGSSP |  | APDSCQPGPG |  | PSPGLTSIVS |  | GTSEDLRPPR |
| RRPPPGKQIP |  | CSSPGCCLSF |  | PSVRDLAQHL |  | RTHCPPTQSL |  | EGKLFRCSAL |
| SCTETFPSMQ |  | ELVAHSKLHY |  | KPNRYFKCEN |  | CLLRFRTHRS |  | LFKHLHVCAE |
| HAQSPAPPPP |  | PALDREPPAP |  | ERPPEVDPAS |  | APGLPFPLLE |  | PFTTPAPAPT |
| GPFLPYLNPA |  | PFGLSPPRLR |  | PFLAAAPGPP |  | ASSAAVWKKS |  | QGAGSSPRRP |
| QGGSDAPSGA |  | CR         |  |            |  |            |  |            |

A: Аланін

C: Цистеїн

D: Аспарагінова кислота

E: Глутамінова кислота

F: Фенілаланін

G: Гліцин

H: Гістидин

I: Ізолейцин

K: Лізин

L: Лейцин

M: Метіонін

N: Аспарагін

P: Пролін

Q: Глутамін

R: Аргінін

S: Серин

T: Треонін

V: Валін

W: Триптофан

Задіяний у таких біологічних процесах, як транскрипція, регуляція транскрипції, альтернативний сплайсинг. 
Білок має сайт для зв'язування з іонами металів, іоном цинку, ДНК. 
Локалізований у ядрі.